# Santana (Shiva)
Santana è un singolo del rapper italiano Shiva, pubblicato il 1º ottobre 2018.

## Tracce
Testi e musiche di Andrea Arrigoni e Adam11.
1. Santana – 2:33